# Охновка
Охновка (укр. Охнівка) — село в Овадновской сельской общине Владимирского района Волынской области Украины.
Население по переписи 2001 года составляет 373 человека. Почтовый индекс — 44721. Телефонный код — 3342. Занимает площадь 1,33 км².